# Thierry Dusautoir
Thierry Dusautoir (* 18. November 1981 in Abidjan, Elfenbeinküste) ist ein ehemaliger französischer Rugby-Union-Spieler. Er spielte als Flügelstürmer für Stade Toulousain und die französische Nationalmannschaft.
Dusautoir kam im Alter von zehn Jahren mit seiner Familie nach Frankreich, wo er, bis er 16 wurde, dem Judo nachging. Seine Rugbykarriere begann er bei Bordeaux-Bègles, spielte dann ein Jahr bei US Colomiers, bevor er zwei weitere Spielzeiten bei Biarritz Olympique verbrachte. Mit Biarritz gewann er die französische Meisterschaft gegen seinen heutigen Verein aus Toulouse. Im Heineken Cup in derselben Saison scheiterte der Club an Munster. Im Jahr 2008 scheiterte er erneut am irischen Provinzteam, diesmal im Trikot von Toulouse.
Dusautoir gab 2006 sein Debüt für die französische Nationalmannschaft gegen Rumänien. Er gehörte auch bei der Weltmeisterschaft im eigenen Land zum Kader. Er kam dabei zu fünf Einsätzen. Im Viertelfinale gelang ihm der erste Versuch beim Sieg über die All Blacks. Auch unter dem neuen Nationaltrainer Marc Lièvremont gehört er zum Stamm der Nationalmannschaft. Im Oktober 2009 wurde er zum Kapitän Frankreichs ernannt.